# Sceloporus macdougalli
Espèce
Statut de conservation UICN

 LC  : Préoccupation mineure
Sceloporus macdougalli est une espèce de sauriens de la famille des Phrynosomatidae.

## Répartition
Cette espèce est endémique de l'État de Oaxaca au Mexique.

## Description
C'est un saurien vivipare avec un dimorphisme sexuel très prononcé.

## Étymologie
Cette espèce est nommée en l'honneur de Thomas Baillie MacDougall (1896–1973).

## Publication originale
- Smith & Bumzahem, 1953 : A new lizard of the genus Sceloporus from the Isthmus of Tehuantepec. Herpetologica, vol. 9, p. 183-188.